# Drew Mitchell
Drew Mitchell (ur. 26 marca 1984 w Liverpoolu) – australijski rugbysta, zawodnik formacji ataku, zwycięzca Top 14 i dwukrotny triumfator europejskich pucharów z RC Toulonnais, reprezentant kraju, zwycięzca The Rugby Championship 2015, uczestnik trzech Pucharów Świata i dwukrotny ich medalista, juniorski wicemistrz świata z 2003.

## Kariera klubowa
W składzie Reds znajdował się od roku 2003. W rozgrywkach Super 12 zadebiutował rok później, otrzymując w tym sezonie wyróżnienie dla australijskiego nowicjusza roku. W tym czasie na poziomie klubowym z sukcesami reprezentował UQ Rugby Football Club. W 2006 roku podpisał trzyletni kontrakt z Western Force, a jednym z powodów była regularna możliwość gry z przechodzącym do tego zespołu Mattem Giteau. Po trzech sezonach podczas których grał na pozycjach skrzydłowego i obrońcy powrócił na wschodnie wybrzeże Australii związując się z Waratahs dwuletnim, następnie przedłużonym na taki sam okres kontraktem. Czteroletnie występy w tym zespole zakończył meczem przeciwko British and Irish Lions podczas ich australijskiego tournée, a mimo serii kontuzji w 2012 roku po raz setny zagrał w rozgrywkach Super Rugby. W tym okresie w rozgrywkach Shute Shield grał dla Randwick i Balmain.
W roku 2013 postanowił kontynuować karierę w Europie – najpoważniej rozważał propozycje z RC Toulonnais i Leinster, a do wyboru francuskiego klubu przekonały go łagodniejszy niż w Irlandii klimat oraz obecność w tym zespole Matta Giteau. Początkowo podpisał dwuletni kontrakt, który był następnie przedłużony. Z zespołem Mitchell zwyciężył w Top 14 w sezonie 2013/2014, w tym samym sezonie zdobył także Puchar Heinekena, skutecznie broniąc tego trofeum rok później.

## Kariera reprezentacyjna

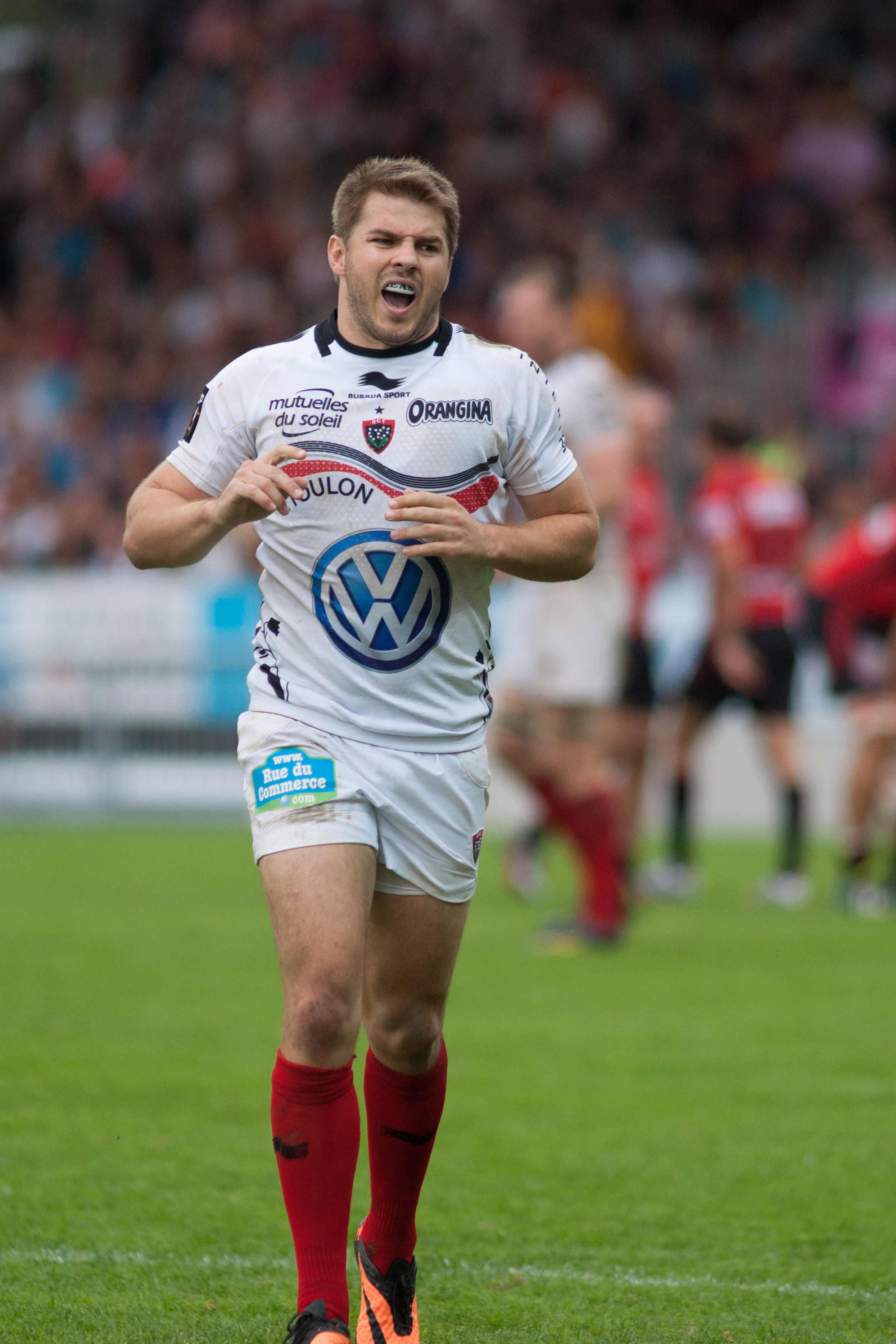
Mitchell w 2013 roku

Podczas nauki w St. Patrick’s College wyróżniał się w lokalnych rozgrywkach AIC, co dało mu powołanie do kadry Australian Schoolboys, dla której w 2001 roku rozegrał pięć spotkań. W latach 2002–2003 reprezentował stan Queensland w kategorii U-19, w drugim z nich został także powołany do narodowej kadry U-21 na mistrzostwa świata. Australijczycy dotarli do finału tych zawodów, ulegając w nim Nowozelandczykom, a Mitchell zagrał we trzech spotkaniach nie zdobywając punktów. Również rok później znalazł się w składzie tej reprezentacji na kolejne mistrzostwa świata, jako kapitan zagrał we wszystkich pięciu meczach, a jego zespół uplasował się ostatecznie na czwartej pozycji.
W sezonie 2002/2003 był członkiem reprezentacji rugby siedmioosobowego. W rugby piętnastoosobowym po raz pierwszy w złoto-zielonej koszulce wystąpił natomiast w połowie listopada 2004 roku w meczu Australii A z Barbarians Français, a jej członkiem był jeszcze przez dwa kolejne lata. W roku 2005 zadebiutował w barwach Wallabies, a sześć przyłożeń w dziesięciu testmeczach dały mu wyróżnienie dla nowicjusza roku.
W sezonie 2006 nie był powoływany do pierwszej reprezentacji, znalazł się w niej jednak rok później. W rozegranym wówczas Pucharze Świata w pięciu meczach zdobył siedem przyłożeń, a jego zespół odpadł w ćwierćfinale. Przez kolejne trzy lata był stałym punktem reprezentacji, pięćdziesiąty występ dla Wallabies zaliczając w roku 2010. Pierwszą połowę sezonu 2011 opuścił z powodu kontuzji kostki, a powróciwszy do formy znalazł się w trzydziestce na Puchar Świata 2011. Podczas tego turnieju zaliczając trzy przyłożenia zagrał w trzech spotkaniach, z pozostałych bowiem wyeliminowała go kontuzja, a Australijczycy zdobyli brązowe medale po wygranej nad Walią w meczu o trzecie miejsce. Zawodnik powracający do formy po rehabilitacji opuścił spotkania rozegrane w czerwcu 2012 roku, był jednak w kadrze na resztę sezonu. W 2013 roku nie zyskał uznania selekcjonera na występy przeciwko British and Irish Lions, zaś kolejne powołania Mitchella stały się niemożliwe po jego wyjeździe z Australii.
Po rozluźnieniu reguł przez Australian Rugby Union powrócił do kadry w roku 2015 i wystąpił w zwycięskiej kampanii The Rugby Championship 2015, a następnie został wyznaczony w składzie na Puchar Świata w Rugby 2015. W pięciu meczach zdobył wówczas cztery przyłożenia, a Australijczycy w finale ulegli All Blacks.
W 2009 i 2010 roku zagrał w barwach Barbarians.